# الحافة (ملحان)

تعديل مصدري - تعديل

الحافة هي إحدى قرى عزلة باحش بمديرية ملحان التابعة لمحافظة المحويت، بلغ تعداد سكانها 207 نسمة حسب تعداد اليمن لعام 2004.